# المسلام الغربي (عبس)

تعديل مصدري - تعديل

المسلام الغربي هي إحدى قرى عزلة البتارية بمديرية عبس التابعة لمحافظة حجة، بلغ تعداد سكانها 409 نسمة حسب تعداد اليمن لعام 2004.